# Tenkasu
Il tenkasu (天かす?, tenkasu) è una porzione della pastella (senza verdure e pesce), frutto della sola frittura di farina e acqua. Si ottiene con lo scarto del tempura. Ha un aspetto molto simile al comune riso soffiato.
Nella cucina giapponese il tenkasu ha molti usi in altrettanti piatti e specialità, quali soba, udon, takoyaki e okonomiyaki.